# Чавес, Мигель (певец)
Мигель Франсиско Чавес Манкреффе (исп. Miguel Francisco Chávez Mancreffe), известный как Мигель Чавес (исп. Miguel Chávez) — певец, пианист и композитор, родившийся в Гаване (Куба)

## Биография
Мигель Чавес занимался музыкой с раннего детства. Обучался в гаванской консерватории имени Амадео Рольдан (Amadeo Roldan Conservatory) по классу фортепиано, вокала. Преподавателем у него был известный кубинский композитор, гитарист и дирижёр Лео Брауэр).
В 1977 году в СССР выпустил альбом «Мигель Чавес (Куба)» (С60—08605-6). Затем в СССР вышел сборный винил «Эстрада социалистических стран I» (С60—12235-6), на котором повторились 2 песни с сольного альбома. В 1978 году Чавес участвовал в фестивале 7-Internationales Schlager-Festival Dresden 1978 (ГДР), где получил 1-ю премию за песню Der Ruf der Berge (Зов гор), обогнав участников этого фестиваля того года группу «Иллеш», Екатерину Суржикову, Ирену Яроцку, Маргариту Хранову и уступив лишь «Карату». В 1982 году Чавес посетил и «Золотой Орфей», взяв там специальную премию. В 80-х гастролировал по СССР, посетив в частности в 1985 году Кисловодск, где выступал на стадионе.
По просьбе Министерства культуры СССР записал пластинку «От Кубинского к Международному».
C 2004 года Мигель Чавес живёт в Мадриде, продолжает артистическую деятельность как певец и композитор, а так же как пианист. B его концертах принимает участие дочь, певица Мила Чавес.

## Дискография
- 1977 — «Мигель Чавес (Куба)» — Мелодия (С60—08605-6)
- 1983 — Chavez En El 83 — Areito (LD-4102)
- De Lo Cubano A Lo Internacional (От Кубинского к Международному) — Siboney (LD 204)
- Miguel Chávez — Guamá (LDG 2007)